# Kanton Précy-sous-Thil
Kanton Précy-sous-Thil (francouzsky Canton de Précy-sous-Thil) je francouzský kanton v departementu Côte-d'Or v regionu Burgundsko. Tvoří ho 18 obcí.

## Obce kantonu
- Aisy-sous-Thil
- Bierre-lès-Semur
- Braux
- Brianny
- Clamerey
- Dompierre-en-Morvan
- Fontangy
- Lacour-d'Arcenay
- Marcigny-sous-Thil
- Missery
- Montigny-Saint-Barthélemy
- Nan-sous-Thil
- Noidan
- Normier
- Précy-sous-Thil
- Roilly
- Thoste
- Vic-sous-Thil